# Jadran
Le Jadran était un trois-mâts goélette construit en 1931 pour servir de navire-école à la marine du royaume de Yougoslavie. 

Il est actuellement la propriété de la marine monténégrine (Monténégro), depuis la répartition de l'ancienne  Yougoslavie.

## Histoire
Construit par les chantiers navals allemands H.C. Stülcken Sohn à Hambourg, il a été lancé le 25 juillet 1931. Il sera affecté à la Marine royale yougoslave le 16 juillet 1933 dans le port de Tivat.
Lors de l'invasion de la Yougoslavie en avril 1941 le navire est confisqué à Kotor. Par manque d'équipage le navire reste à quai. Il est transféré à la Regia Marina (marine du royaume d'Italie) et est utilisé comme navire-école sous le nom de Marco Polo. En 1943, après l'armistice de Cassibile, le navire est abandonné à Venise et sert de ponton dans un des canaux vénitiens.
À la demande de la république fédérative socialiste de Yougoslavie le navire est restitué pour subir une restauration entre 1947 et 1948. Puis il intègre l'école navale de Divulje.
Entre 1956 et 1957 il subit de nouveaux travaux de réparation et de nouveaux équipements intérieurs, de mâture et de voilerie.
Le Jadran était présent à Barcelone en 2008 sous l'égide de l'Union internationale pour la conservation de la nature avec une vingtaine de grands voiliers anciens.